# Distrito de Alto Biavo

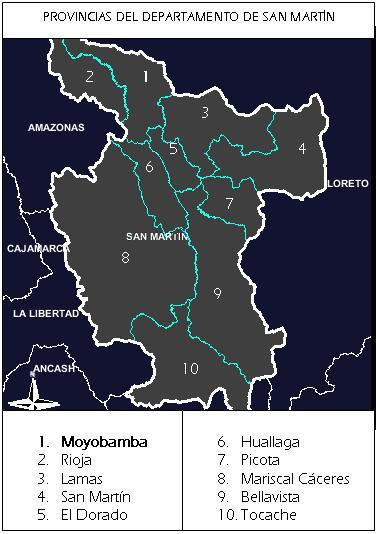
División política del Departamento de San Martín.

El distrito peruano de Alto Biavo es uno de los seis distritos que conforman la Provincia de Bellavista en el Departamento de San Martín, perteneciente a la Región de San Martín  en el Perú.
Desde el punto de vista jerárquico de la Iglesia católica forma parte de la  Prelatura de Moyobamba, sufragánea de la Metropolitana de Trujillo y  encomendada por la Santa Sede a la Archidiócesis de Toledo en España.

## Geografía
La capital se encuentra situada a 480 m s. n. m.